# Frygický tetrachord

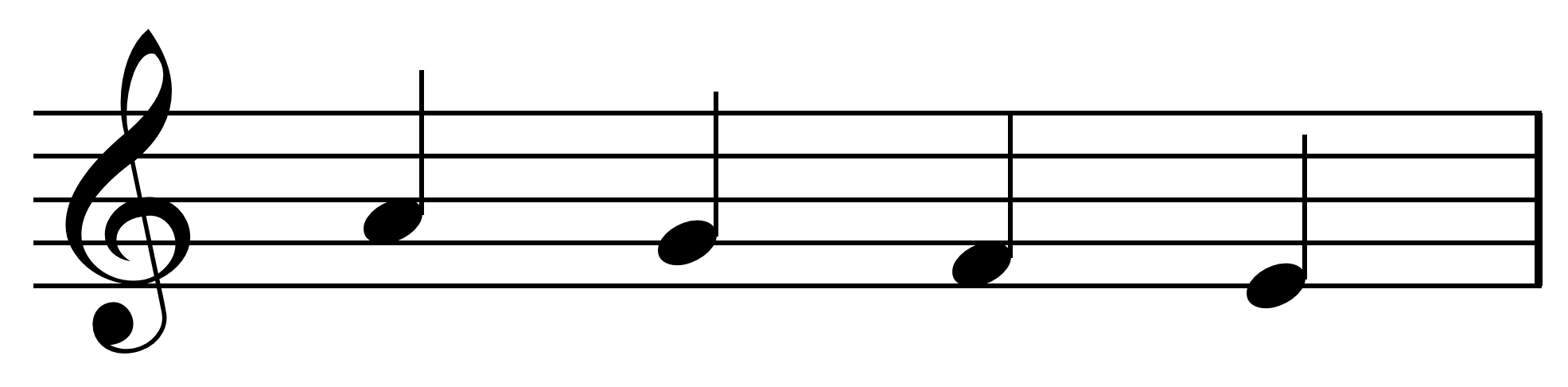
Sestupný tetrachord v tónině a-moll: (a - g - f - e).

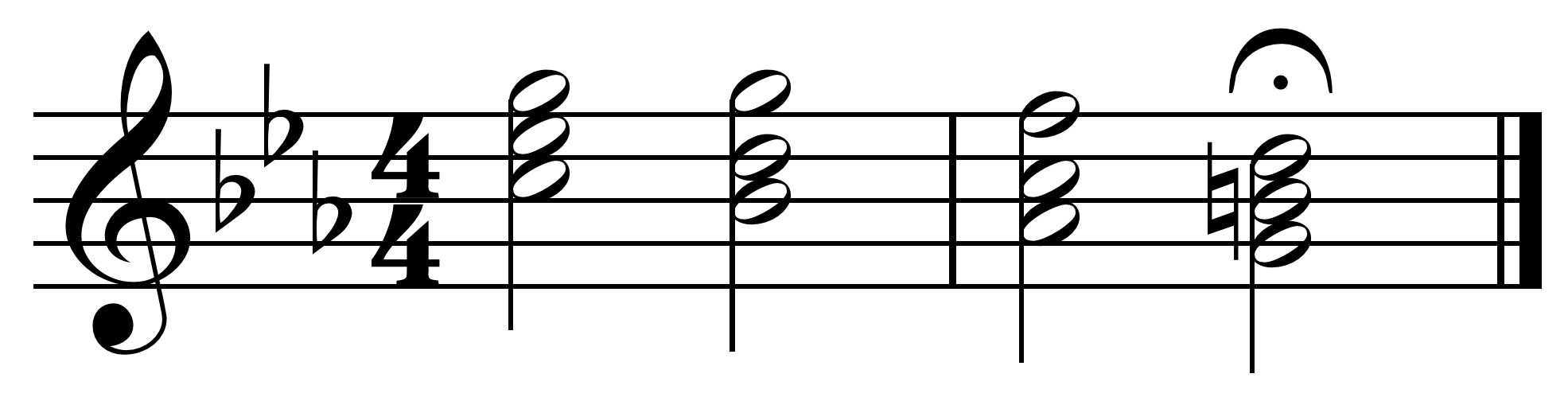
Frygická progrese tvoří sestupný tetrachord v basové lince:
Frygická půlkadence: i-v6-iv6-V v c-moll (basová linka: c - b - as - g).

V hudební teorii je sestupný tetrachord sled čtyř tónů jedné stupnice, či tetrachordu, řazených sestupně od nejvyššího po nejnižší. Sestupný tetrachord může mít podobu čisté nebo chromatické kvarty, např. jako andaluské kadence.